# 莲花山堇菜
莲花山堇菜（学名：Viola lianhuashanensis）为堇菜科堇菜属的植物，为中国的特有植物。分布在中国大陆的甘肃等地，生长于海拔2,400米至2,900米的地区，多生于腐殖质丰富的山坡草地、灌丛及杂木疏林下。